# Reynisfjall
La Reynisfjall est une montagne d'Islande située à l'extrême Sud du pays. Dominant la ville de Vík í Mýrdal, elle s'avance dans l'océan Atlantique et se prolonge par les Reynisdrangar, une série de stacks.

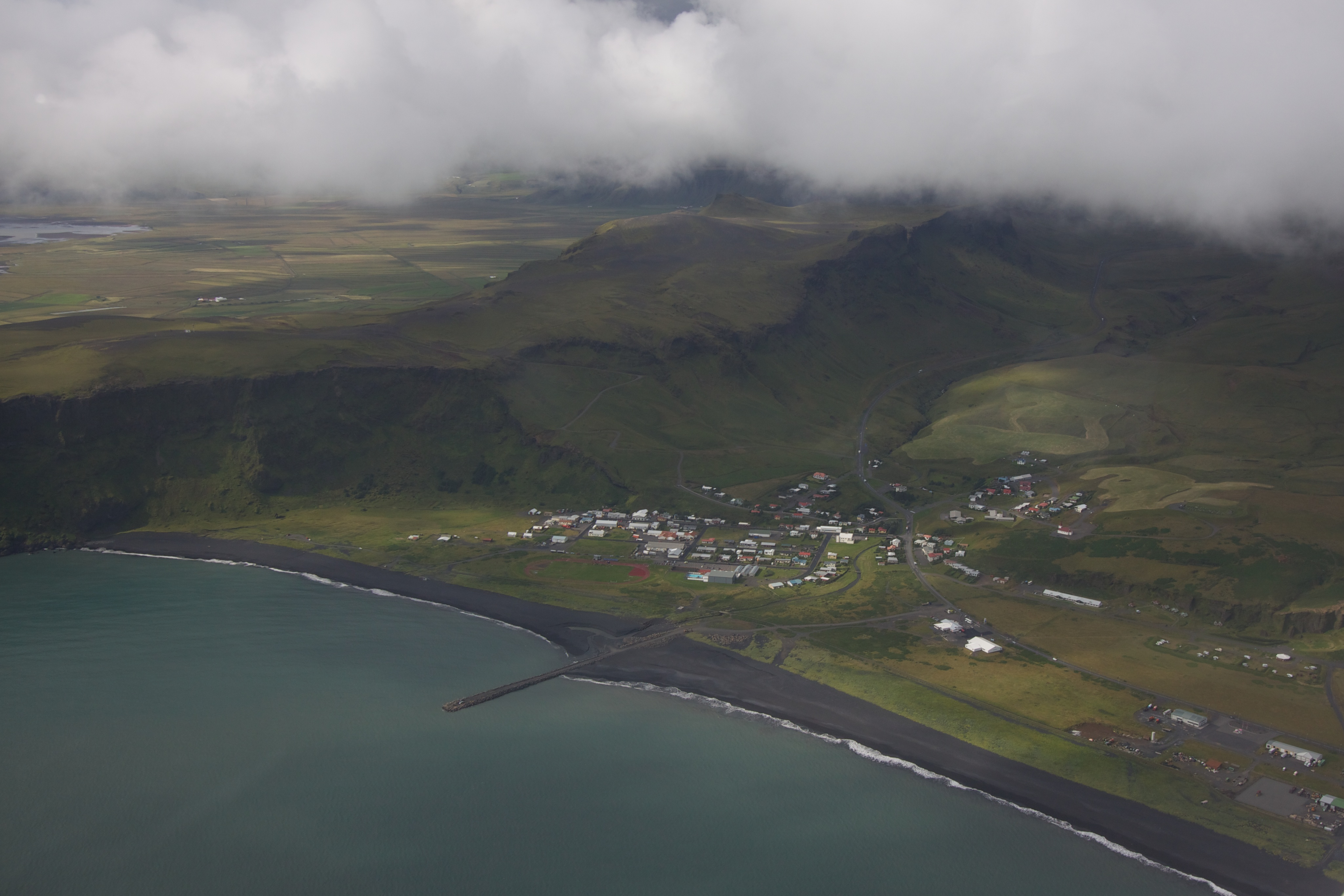
Vue aérienne de Vík í Mýrdal et de la Reynisfjall.